# كابر صغير
كابر صغير أو كابرجة صغيرة كما تعرف محليّاً، قرية سوريّة تتبع إداريّاً لمحافظة حلب منطقة منبج ناحية مركز منبج، بلغ تعداد سكانها 111 نسمة حسب التعداد السكاني لعام 2004.